# Janet Gaynor

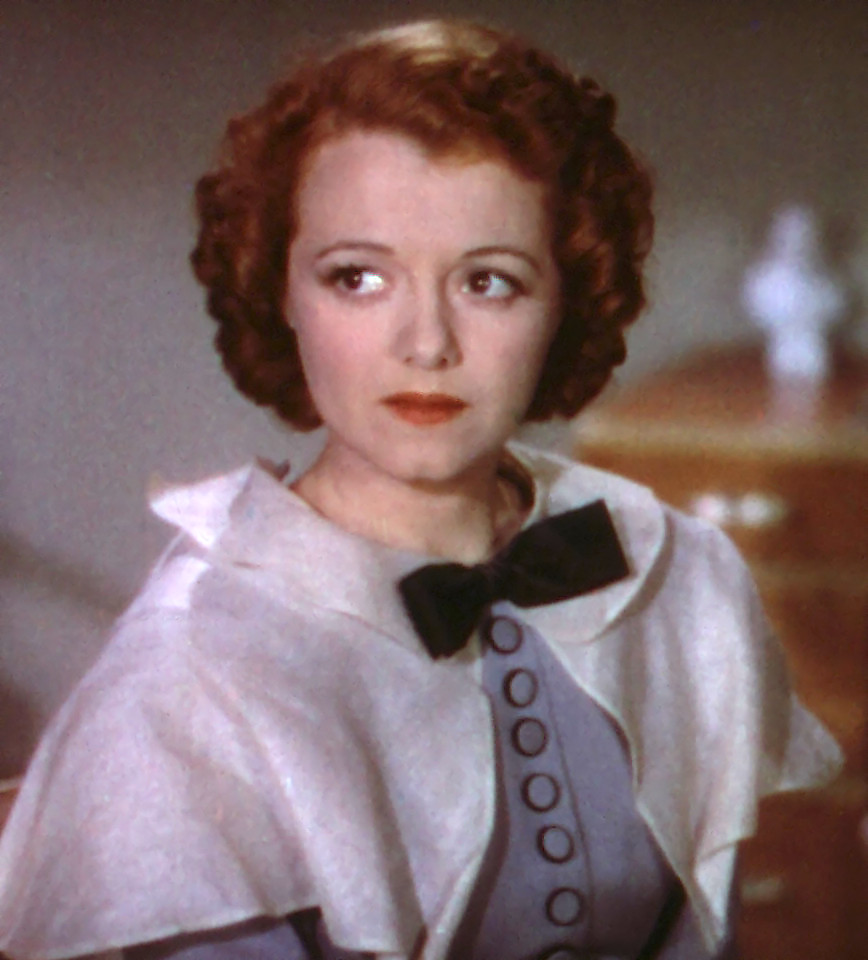
Janet Gaynor i Skandal i Hollywood (1937).

Janet Gaynor, ursprungligen Laura Gainor, född 6 oktober 1906 i Philadelphia i Pennsylvania, död 14 september 1984 i Palm Springs i Kalifornien, var en amerikansk skådespelare.

## Biografi
Efter läroverket begav Janet Gaynor sig till Los Angeles, i förhoppning om att bli filmstjärna. Hon arbetade som bokhållare i en skoaffär och fick så småningom en del småroller. Hennes genombrott kom 1926 i The Johnstown Flood. Inom ett år var hon den mest lysande stjärnan i Hollywood. Gaynor var den första som erhöll en Oscar som bästa skådespelerska vid den allra första Oscarsgalan Oscarsgalan 1929 (för sin roll i filmen I sjunde himlen från 1927).
Gaynor var kortväxt, med smilgropar och såg oskuldsfullt hälsosam ut, men lyckades även göra succé i roller som prostituerade och vilseledda kvinnor. 1939 gifte hon sig med Gilbert Adrian, Hollywoods mest kände kostymdesigner. Samma år drog hon sig tillbaka från filmen och tillbringade sedan en stor del av sin tid på en ranch i Brasilien. Hon blev änka 1959, och 1964 gifte hon om sig med en producent vid namn Paul Gregory.

## Filmografi (i urval)
- 1926 – The Johnstown Flood
- 1926 – 45 Minutes from Hollywood[8]
- 1927 – I sjunde himlen
- 1928 – Soluppgång
- 1928 – Gatans ängel
- 1929 – Solstrålen
- 1931 – Pappa Långben
- 1933 – Lyckans karusell
- 1936 – Storstaden lockar
- 1937 – Skandal i Hollywood
- 1938 – Hela familjen på vift
- 1938 – 3 friare söka fästmö